# Elias Motsoaledi
Elias Motsoaledi (officieel Elias Motsoaledi Local Municipality) is een gemeente in het Zuid-Afrikaanse district Sekhukhune.
Elias Motsoaledi ligt in de provincie Limpopo en telt 249.363 inwoners. 
De oude naam van de gemeente was Groblersdal. Elias Motsoaledi is vernoemd naar een lid van het ANC en de Zuid-Afrikaanse communistische partij.

## Hoofdplaatsen
Het nationaal instituut voor de statistiek, Stats SA, deelt sinds de census 2011 deze gemeente in in 75 zogenaamde hoofdplaatsen (main place):
Bankfontein • Dennilton • Dikgalaopeng • Dindela • Dithabaneng • Ditshego • Elandsdoorn • Elandsdoring • Elias Motsoaledi NU • Five Morgan • Frischgewaagd • Galgoloko • GaMatlala • GaPamadi • Groblersdal • Hlogotlou • Jerusalem • Keerom • Kgapamadi • Kgobokwane • Khubetswane • Kikvorschfontein • Klipbank • Laersdrift • Legolaneng • Lehwelere • Luckau • Lusaka • Magakadimeng • Makaepea • Makgophong • Makgukubjane • Malaeneng • Maleoskop • Manyanga • Marapong • Maratheng • Masoyeng • Mathula • Mmotwaneng • Mogomane • Monsterlus • Morwaneng • Motetema • Moteti • Motsephiri • Mpheleng • Mphurome • Naganeng • Nkadimeng • Nkosini • Ntwane • Phooko • Phookwane • Phukukane • Posa • Ramogwerane • Roossenekal • Saaiplaas • Sehlakwane • Sephaku • Sovolo • Sterkfontein • Stompo • Tafelkop • Talane • Ten Morgan • Thabakhubedu • Thabaleboto • Theareng • Uitspanning A • Uitspanning B • Vlakfontein • Waalkraal • Witfontein.